# Centrolabrus
Centrolabrus és un gènere de peixos de la família dels làbrids i de l'ordre dels perciformes.

## Taxonomia
- Centrolabrus caeruleus  (Azevedo, 1999)[1]
- Centrolabrus exoletus (Linnaeus, 1758)[2]
- Centrolabrus trutta (Lowe, 1834)[3][4][5][6][7][8]